# Comstock (Schiff, 1990)
Die USS Comstock (LSD-45) ist ein Docklandungsschiff der United States Navy und gehört der Whidbey-Island-Klasse an. Sie wurde nach Comstock Lode benannt, einem Bergwerk in Nevada.

## Geschichte
LSD-45 wurde 1985 in Auftrag gegeben. 1986 wurde das Schiff bei Avondale Shipyard auf Kiel gelegt, Anfang 1988 lief es vom Stapel und wurde getauft. Die Indienststellung der Comstock erfolgte am 3. Februar 1990.
Auf ihrer ersten Einsatzfahrt unterstützte die Comstock die Evakuierungsmaßnahmen nach dem Ausbruch des Pinatubo am 15. Juni 1991. Außerdem war sie an der Operation Desert Storm beteiligt. 1993 nahm sie an der Operation Continue Hope vor Somalia teil. 1995 kehrte das Schiff in den Persischen Golf zurück, wo sie die UN-Resolution gegen den Irak durchsetzte und an Manövern mit jordanischen Kräften teilnahm. Ein ähnlicher Einsatz folgte über den Jahreswechsel 1997/1998. 2001/2002 wurde die Comstock im Rahmen der Operation Enduring Freedom eingesetzt. Auch im Irakkrieg wurde sie 2003 eingesetzt.
2006/2007 fuhr das Schiff im Rahmen der anhaltenden US-Militärpräsenz zusammen mit der Boxer in einem neunmonatigen Einsatz wieder im Persischen Golf.  2008 nahm die Comstock am Manöver RIMPAC teil, 2010 wiederholte sie die Teilnahme. 2008/2009 begleitete das Schiff erneut die Boxer auf eine Verlegung in den Pazifik, 2011 dann in den Indischen Ozean.